# Франкенщайн (филм, 1910)
„Франкенщайн“ (на английски: Frankenstein) е американски късометражен игрален ням филм от 1910 г. на компания „Едисън“, режисиран и по сценарий Джей Сиър Доули. Считан е за първата кино екранизация по класическото произведение на Мери Шели „Франкенщайн или Новия Прометей“.
Актьорският състав включва само трима души: Август Филипс в ролята на д-р Франкенщайн, Чарлз Огъл като Чудовището и Мери Фулър – годеницата на доктора.
Един от първите филми на ужасите. Смятан е за изгубен, докато не е открит през 80-те години на XX век.

## Сюжет
Внимание:  Текстът по-долу разкрива сюжета на произведението (или части от него)!
Френкенщайн напуска дома си, за да влезе в колеж. Изпратен е от годеницата си и неговия баща.). След две години в упорити изследвания той открива „тайната на живота и смъртта“. В кабинета си прави експеримент, с който цели да създаде „идеалното човешко същество“. Приготвя огромен казан от химическа отвара, затваря го зад вратите на желязна завеса, и от малък отвор наблюдава как протича процесът. От пламъците и пушеци на големия съд постепенно се образува гротесна човешка фигура. Докторът побягва ужасен от кабинета в стая с легло. Там над него изниква уродливото същество и ученият припада. Свестен е от негов помощник и когато идва на себе си, Франкенщайн забелязва, че чудовището е изчезнало.
Мъжът се завръща у дома. Посрещнат е от годеницата, баща си и още един мъж. Чудовището, водено от „ревност“, преследва своя господар до родното му място. Докато Франкенщайн е сам в една стая с огледало, неканеният гост нахълтва през вратата. Когато бъдещата съпруга на доктора се връща, Чудовището се скрива зад завеса. Фаранкенщайн отпраща жената, за да не види грозното създание. Мъжът и неговия опонент се вкопчват в борба. Ученият е повалян на пода от своя далеч по-силен опонент. Когато Чудовището вижда за първи път своя лик в огледалото, то побягва навън ужасено и ядосано.
В брачната нощ, след като гостите от сватбата си тръгват, Чудовището се промъква и отново напада младоженците. Жената припада и натрапникът се измъква. След него побягва Франкенщайн, въпреки че свестената му съпруга се опитва да го спре. Чудовището влиза в стаята с огледалото и когато вижда облика си, неговата „любов“ и „добра природа“ надделяват и то изчезва. Образът му оставя вътре в огледалото. Когато Франкенщайн влиза в стаята, той забелязва своето творение в огледалото и как то се изпарява изведнъж. Младоженката се присъединява към своя съпруг. Двамата влюбени се прегръщат и ликуват. 

## Продукция
Заснемането на филма отнема три дена, които са 13, 15 и 17 март, 1910 г. Снимките са в студиото на Едисън в нюйорския квартал Бронкс. Едисън не участва пряко в създаването на филма.
Сцената със създаването на Чудовището включва изгаряне на манекен, докато отстрани хората упраляват неговите крайници. После заснетият материал е ривърснат, за да се получи ефект на превръщането на изгорелите останки в човешка фигура.
„Франкенщайн“ е един от първите нями филми, които имат определена партитура при изпълнение на музикалния фон.

## Възстановяване
Дълги години филмът е бил считан за изгубен. През 1963 г. е открито описание на сюжета и няколко кадри, публикувани в брой от филмовия каталог „The Edison Kinetogram“ издаден на дата 15 март 1910 г. Изображенията от този каталог за известен период са единствените визуални записи как актьора Чарлз Огъл е изглеждал гримиран като чудовището на Франкенщайн.
В края на 50-те копие от лентата е закупено от колекционера на филми от Уисконси Алоис Детлаф от неговата свекърва, също колекционер на стари ленти. В средата на 70-те филмът е разкрит и накрая на това деситилетие е направино ремастирирано копие на 33 мм лента.
„Библиотеката на конгреса“ закопува колекцията на Детлаф през 2014 г.